# 科格勒
科格勒（法語：Coglès，法語發音：[kɔɡl]，发音同“Cogles”）是法国伊勒-维莱讷省的一个旧市镇，属于富热尔-维特雷区。2017年，科格勒与临近的2个市镇合并为新市镇莱波特迪科格莱。

## 地理
科格勒（48°27'35"N, 1°21'51"W）面积17.21 平方千米，位于法国布列塔尼大區伊勒-维莱讷省，该省份为法国西北部沿海省份，位于布列塔尼半岛东部，北濒大西洋，西接阿摩尔滨海省和莫尔比昂省，南至大西洋卢瓦尔省，西南端接曼恩-卢瓦尔省，东临马耶讷省，东北与芒什省接壤。
与科格勒接壤的市镇（或旧市镇、城区）包括：勒费雷、蒙图尔、圣布里斯昂科格勒、圣旺拉鲁埃里、拉塞勒昂科格勒、特朗布莱、阿尔古日、卡尔内、蒙塔内勒。

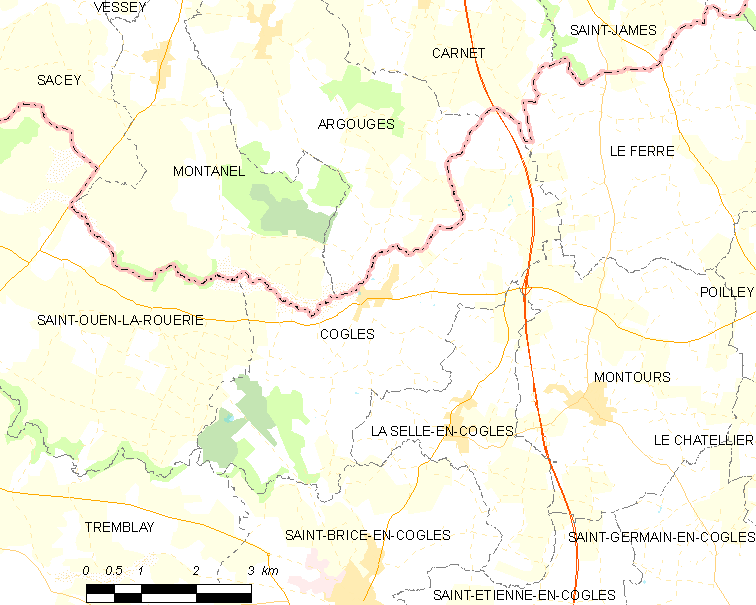
科格勒的OSM定位图

科格勒的时区为UTC+01:00、UTC+02:00（夏令时）。

## 行政
科格勒的邮政编码为35460，INSEE市镇编码为35083。

## 政治
科格勒所属的省级选区为瓦勒库埃农县。

## 人口

1962-2008年间科格勒人口变化图示

科格勒于2018年1月1日时的人口数量为657人。